# Hylocichla mustelina
La Hylocichla mustelina (Gmelin, 1789) è un uccello della famiglia Turdidae.